# Campionato di calcio della Palestina/Eretz Israele 1935-1936
Il Campionato di calcio della Palestina/Eretz Israele 1935-1936 è stata la 4ª edizione del campionato di calcio del Mandato britannico della Palestina (poi divenuto campionato israeliano di calcio, dopo la fondazione di Israele nel 1948).
Come nel caso dei campionati precedenti, anche le statistiche del campionato 1935-1936 sono lacunose, e neppure l'IFA ne dispone di ufficiali. È, comunque, accertato che il Maccabi Tel Aviv vinse il titolo nazionale per la prima volta nella sua storia, come confermato dalle ricerche eseguite nel 2002 dalla Rec.Sport.Soccer Statistics Foundation.

## Verdetti
- Maccabi Tel Aviv campione della Palestina/Eretz Israele 1935-1936